# Música del futuro

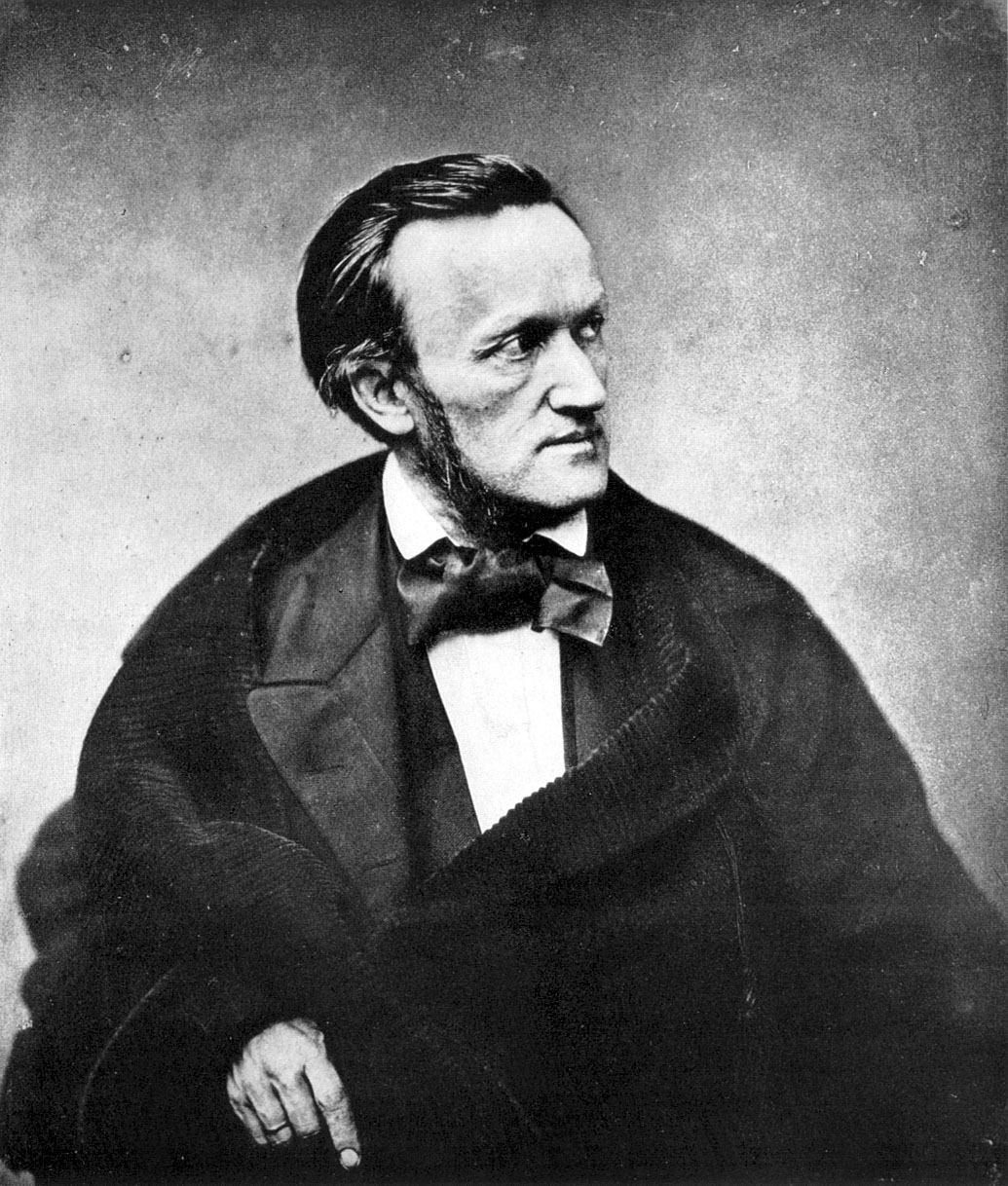
Imagen de Wagner en Paris cuando publico la Música del futuro, 1861

La música del futuro (en alemán: Zukunftsmusik) es el título de un ensayo del autor y compositor Richard Wagner, publicado por primera vez en una traducción francesa en el año 1860 con el título de La musique de l'avenir y en el alemán en 1861. Este texto tenía la intención de presentar los libretos de las óperas de Wagner a una audiencia francesa en un momento en que Wagner esperaba lanzar en París una producción de Tannhäuser y establecer sus ideales para la verdadera ópera, incluida la necesidad de una melodía sin fin. Wagner puso deliberadamente el título entre comillas para distanciarse del término "Zukunftsmusik", ya que este término había sido adoptado por los enemigos de Wagner en la década de 1850 y a menudo usado como un malentendido deliberado de sus ideas previas planteadas en el ensayo de Wagner de 1849 La obra de arte del futuro. También había sido usado por sus seguidores, en particular Franz Liszt.
El ensayo de Wagner pretende explicar por qué el término es inadecuado o inapropiado para su enfoque.

## Trasfondo

### Uso temprano del término y sus connotaciones anti-wagnerianas
El primer uso público del término peyorativo alemán Zukunftsmusik parece datar del año 1853, cuando el profesor de música y ensayista Friedrich Wieck, padre de Clara Schumann, lo utilizó en tres nuevos capítulos, escritos en 1852, para su colección de ensayos Klavier und Gesang. En él Wieck aludió a Wagner, Franz Liszt y sus seguidores. En 1854, un crítico vienés, LA Zellner, lo utilizó para referirse a la música de Wagner y de Robert Schumann; también fue utilizado ese año por el compositor Louis Spohr.
Empezó a ser empleado en un sentido específicamente peyorativo contra Wagner por el editor Ludwig Bischoff, socio del conservador Ferdinand Hiller. El término "Musique de l'avenir" también se usó en Francia como un eslogan anti-wagneriano. Así lo demuestran algunas caricaturas francesas de los años 1860 y 1861. Aparecieron en relación con los conciertos de Wagner el 25 de enero, el 1 de febrero y el 8 de febrero de 1860 en el Théâtre Italien de París y las representaciones de su Tannhäuser en marzo de 1861 en París, que terminaron en una debacle.
En una de estas caricaturas se puede ver una orquesta frente a un escenario; los cantantes en el escenario son dos bebés que lloran. El pie de foto explica que el director, Alphonse Royer, había reclutado a "artistes de l'avenir" ("artistas del futuro"). En otra caricatura, un director le pide a uno de sus músicos que toque su parte, a lo que el músico responde (como si fuera "musique de l'avenir") que le tocará la próxima semana. "Musique de l'avenir" por lo tanto tenía una connotación de tontería musical y se utilizó para diversos chistes.

### Interpretación del término por la escuela de Weimar
Los partidarios de Wagner utilizaron la expresión música del futuro ("Zukunftsmusik") en un sentido más amplio y positivo. Por lo general, este término se utilizó en relación con los objetivos estéticos del círculo de artistas en torno a Franz Liszt en Weimar, entre ellos Joachim Raff, Hans von Bülow, Peter Cornelius, Rudolph Viole, Felix Draeseke, Alexander Ritter y otros. Se consideraban a sí mismos como "Zukunftsmusiker" ("músicos del futuro") con el significado de artistas progresistas. Dado que eran bien conocidos como propagandistas a favor de las obras de Wagner, el estilo de Wagner se consideraba parte de la "Zukunftsmusik".
Sin embargo, para gran enojo de Wagner, Liszt no se concentró únicamente en las obras de Wagner en Weimar. También interpretó obras de otros compositores contemporáneos, entre ellos Robert Schumann, Ferdinand Hiller, Hector Berlioz, Giacomo Meyerbeer, Anton Rubinstein, Eduard Sobolewski y Giuseppe Verdi. Las actividades del círculo alrededor de Liszt se denominaron en Francia como "École anarchique" ("Escuela anárquica") o "École de Weimar" ("Escuela de Weimar"). En ocasiones, Schumann fue considerado como representante de esa escuela, incluso hay ejemplos en los que Felix Mendelssohn fue llamado su creador.
Al mismo Schumann no le hubiera gustado ser tomado como representante del tipo de "Zukunftsmusik" de Wagner o Liszt. En una carta a Joseph Joachim del 7 de octubre de 1853, se refiere a Liszt como "Judas Iscariote que muy bien podría seguir predicando en el limbo" y en una carta del 6 de febrero de 1854 a Richard Pohl escribió:
```
Los que en tu opinión son "Zukunftsmusiker", en mi opinión son "Gegenwartsmusiker" ("músicos del presente"); y los que a tu juicio son "Vergangenheitsmusiker" ("músicos del pasado") (Bach, Handel , 
Beethoven
), a mí me parecen los mejores "Zukunftsmusiker" ("músicos del (o para el) futuro"). Nunca podré considerar la belleza espiritual en formas hermosas como un punto de vista pasado de moda. ¿Quizás Wagner los tiene? Y, después de todo, ¿Dónde están los ingeniosos logros de Liszt? ¿Dónde están expuestos? ¿Quizás en su escritorio? ¿Quizás quiere esperar el futuro, ya que teme no ser comprendido ahora?
[
8
]
```

Pohl era miembro del círculo íntimo de Liszt en Weimar. Por lo tanto, Liszt podría haber oído hablar de la opinión de Schumann, pero a pesar de esto, poco después publicó su Sonata para piano en si menor con una dedicatoria a Schumann.

### Divergencias entre Wagner y Liszt
Liszt admiraba a Wagner como compositor genial, pero no compartía las ideas de Wagner sobre la "música del futuro". La idea rectora de Liszt fue unir poesía y música en obras de música instrumental, en poemas sinfónicos y otras obras sinfónicas con un "programa", temas de naturaleza no musical; todo lo contrario del ideal de Wagner de unir todas las artes en un drama musical escenificado. En algunos de los ensayos de Liszt, por ejemplo en el dedicado a Berlioz y Harold en Italia, se opuso a algunas de las opiniones de Wagner. Mientras tanto, Wagner había dado un tibio apoyo a las ideas de Liszt en su ensayo de 1857 "Sobre los poemas sinfónicos de Franz Liszt".
A principios de 1859, se produjo un enfrentamiento entre Liszt y Wagner, cuyo creciente éxito le llevó a sentirse más independiente de su antiguo mentor. Liszt había recibido en diciembre de 1858 el primer acto de Tristán e Isolda de Wagner con una dedicatoria a él mismo. En una carta a Wagner le anunció que le enviaría partituras de su Sinfonía Dante, dedicada a Wagner, y su Gran Misa. Recibió una carta de Wagner, escrita desde Venecia el 31 de diciembre de 1858, afirmando que los Weimarianos con su discurso idealista sobre el arte deberían dejarlo en paz y que deberían enviar dinero en su lugar, ya que esto era todo lo que necesitaba y quería obtener de ellos. Como respuesta, Liszt, en una carta del 4 de enero de 1859, escribió que devolvería el Acto de Tristán. Además, dado que la Sinfonía de Dante y la Gran Misa no podían ser tomadas como acciones y bonos, era superfluo enviar tales vales sin valor a Venecia.
A partir de este momento, Liszt buscó establecer sus ideales musicales a través de la Allgemeiner Deutscher Musikverein (Unión General de la Música Alemana), que fundó con el editor y crítico Franz Brendel.

## Orígenes del ensayo de Wagner

### Carta abierta a Berlioz
Los orígenes del ensayo se remontan a una carta abierta que Wagner escribió a Berlioz en febrero de 1860, en respuesta a un artículo impreso de Berlioz. Berlioz se había burlado de 'la musique de l'avenir'. En su carta, Wagner rechazó el uso de este término formulado, atribuyéndolo a sus enemigos Hiller y Bischoff, y afirmó los principios que había establecido en su ensayo La obra de arte del futuro. También, aprovechó en su carta para halagar a Berlioz y esperar con ansias el estreno de su ópera Les Troyens.

### El ensayo "futuro"
El ensayo de Wagner Zukunftsmusik está fechado en septiembre de 1860 y tiene la forma de una carta a un admirador francés, Frédéric Villot. Fue pensado como un prefacio a un libro de traducciones al francés de algunos de los libretos de Wagner, incluidos Tannhäuser y Tristan e Isolda. Sin duda, la intención de Wagner era familiarizar al público parisino con sus ideas sobre la música y la ópera antes de las representaciones allí, algo que él esperaba asegurarían su fama y fortuna; 'una exposición lúcida de mis pensamientos disiparía tales prejuicios y errores'.

## Contenido del ensayo de Wagner
En el ensayo, Wagner recapitula las ideas que había desarrollado diez años antes en los ensayos Arte y revolución, La obra de arte del futuro, la Ópera, y el drama, situándolas en el contexto de sus propias experiencias autobiográficas. Presenta sus libretos de ópera como ejemplos prácticos de sus teorías. Condena la artificialidad de la ópera italiana, con sus recitativos y arias repetidas que rompen el flujo dramático; continúa su ataque a la Gran Ópera; denuncia que la ópera alemana carece de estilo propio, con algunas excepciones (en particular, Carl Marie von Weber). Toma las sinfonías de Beethoven como el desarrollo más lejano posible de la música instrumental.
Solo la propia visión de Wagner del drama musical, una fusión de poesía y música, puede conducir a un verdadero desarrollo del arte. 'Ningún Programa puede expresar el significado de la Sinfonía; no, nada más que una puesta en escena de la propia "Acción Dramática". La obsesión por la florida melodía operística es trivial. La grandeza del poeta se mide principalmente por lo que deja sin decir, dejándonos respirar en silencio para nosotros mismos lo indecible; el músico es quien lleva a lengua de clarín este misterio no dicho, y la forma impecable de su sonoro silencio es melodía sin fin'.
Wagner concede que "incluso en las obras más débiles de compositores frívolos, es decir, su antiguo mentor Meyerbeer, me he encontrado con efectos aislados que me hicieron maravillarme ante el poder incomparable de la música". Pero sólo la determinación de Wagner de asegurar la concentración de la acción dramática y la subordinación de la música a este objetivo producirá un arte dramático digno de ese nombre. "En estos puntos… podría encontrar la definición más válida de mis 'innovaciones', pero de ninguna manera en un capricho absoluto-musical como el que se ha creído conveniente endosarme bajo el nombre de 'Música del futuro'."